# ۲۲۱ (قمری)
۲۲۱ قمری، سال دویست و بیست و یکم در تقویم هجری قمری است.

## درگذشتگان
- بزنطی: از عالمان امامیه و از اصحاب موسی کاظم، رضا و جواد.